# AC Sparta Praha 2010/2011
Článek AC Sparta Praha 2010/11 se podrobně zabývá sestavou a zápasy týmu AC Sparta Praha v sezóně 2010–2011. V této sezóně se Spartě nepodařilo obhájit ligový titul, postoupit do Ligy mistrů, ani výrazněji uspět v domácím poháru, postoupila nicméně do 2. kola Evropské ligy, kde se střetla s Liverpoolem. Trenérem mužstva byl Jozef Chovanec. Domácí návštěvy byly nejvyšší v lize, co se počtu diváků týče, průměrná návštěvnost však nedosáhla ani poloviny kapacity stadionu. Z hlediska návštěvnosti byla Sparta také nejatraktivnějším týmem pro diváky na hřištích soupeřů.

## Úspěchy a důležité momenty
- Zisk historicky prvního Superpoháru
- Postup do 2. kola Evropské ligy UEFA
- Vicemistr ligy

## Soupiska
| #  | Pozice | Hráč                                  |
| -- | ------ | ------------------------------------- |
| 1  | B      | Jaromír Blažek (1. zástupce kapitána) |
| 2  | O      | Tomáš Řepka (kapitán)                 |
| 3  | O      | Manuel Pamić                          |
| 4  | O      | Niklas Hoheneder                      |
| 5  | O      | Jan Krob                              |
| 6  | Ú      | Miloš Lačný                           |
| 7  | Z      | Libor Sionko (2.zástupce kapitána)    |
| 8  | Z      | Marek Matějovský                      |
| 9  | Ú      | Léonard Kweuke                        |
| 10 | Ú      | Bony Wilfried                         |
| 13 | O      | Ondřej Kušnír                         |
| 14 | Ú      | Václav Kadlec                         |
| 15 | Z      | Jiří Kladrubský                       |
| 16 | Z      | Pavel Kadeřábek                       |
| 17 | Ú      | Jiří Skalák                           |
| 18 | Ú      | Jiří Jeslínek                         |
| 19 | O      | Adiaba Bondoa                         |

| #  | Pozice | Hráč            |
| -- | ------ | --------------- |
| 20 | Z      | Juraj Kucka     |
| 21 | O      | Erich Brabec    |
| 22 | Z      | Martin Zeman    |
| 23 | Z      | Ladislav Krejčí |
| 25 | Z      | Kamil Vacek     |
| 26 | B      | Milan Švenger   |
| 27 | Z      | Luboš Hušek     |
| 29 | B      | Daniel Zítka    |
| 30 | O      | Lukáš Hejda     |
| 31 | Ú      | Lukáš Třešňák   |
| -- | Ú      | Martin Jirouš   |
| -- | O      | Roman Polom     |
| -- | O      | Adam Jánoš      |
| -- | O      | Michal Čerňan   |
| -- | Z      | Ivan Hašek      |

### Změny v kádru léto 2010
| Národnost | Jméno            | Odkud                       | Poznámka           |
| --------- | ---------------- | --------------------------- | ------------------ |
| Česko     | Adam Jánoš       | AC Sparta Praha             | z dorostu          |
| Česko     | Michal Čerňan    | AC Sparta Praha             | z dorostu          |
| Česko     | Pavel Kadeřábek  | AC Sparta Praha             | z dorostu          |
| Česko     | Jiří Skalák      | AC Sparta Praha             | z dorostu          |
| Česko     | Jiří Jeslínek    | FK Bohemians Praha          | návrat z hostování |
| Česko     | Martin Jirouš    | 1. FK Příbram               | návrat z hostování |
| Česko     | Jan Krob         | SK Dynamo České Budějovice  | návrat z hostování |
| Česko     | Marek Matějovský | Reading FC                  |                    |
| Česko     | Daniel Zítka     | RSC Anderlecht              |                    |
| Kamerun   | Adiaba Bondoa    | FK DAC 1904 Dunajská Streda |                    |
| Kamerun   | Léonard Kweuke   | FC Energie Cottbus          |                    |
| Česko     | Ivan Hašek       | Bohemians 1905              |                    |
| Česko     | Štěpán Vachoušek | FK Teplice                  | hostování s opcí   |

| Národnost | Jméno            | Kam                     | Poznámka        |
| --------- | ---------------- | ----------------------- | --------------- |
| Česko     | Luboš Kalouda    | PFK CSKA Moskva         | konec hostování |
| Česko     | Marek Střeštík   | 1. FC Brno              | konec hostování |
| Slovensko | Matúš Kozáčik    | Anorthosis Famagusta FC | konec smlouvy   |
| Bělorusko | Denis Kovba      | →                       | konec smlouvy   |
| Česko     | Milan Jurdík     | 1. FK Příbram           | hostování       |
| Česko     | Zdeněk Folprecht | FK Viktoria Žižkov      | hostování       |
| Slovensko | Igor Žofčák      | ŠK Slovan Bratislava    | přestup         |

### Testovaní hráči, léto 2010
- obránce Bondoa Adiaba z týmu DAC Dunajská Streda – Úspěšně, přišel na hostování s opcí
- útočník Léonard Kweuke z týmu DAC Dunajská Streda – Úspěšně, přišel na hostování s opcí
- útočník Adeiku Quansah z týmu OGC Nice – Neangažován
- záložník Enoch Kofi Adu z týmu OGC Nice – Neangažován

### Základní sestava
Sparta během sezóny vyzkoušela několik sestav a rozestavení. Sezónu začala v rozestavení používaném v jarní části předchozího ročníku. Obrana zůstala nepozměněná, jedinou drobnou změnou byl záskok Jiřího Kladrubského na postu pravého obránce za dlouhodobě zraněného Ondřeje Kušníra. Několik zápasů odehrál na tomto postu také Bondoa Adiaba, to když byl i Kladrubský zraněný, disciplinárně potrestaný, nebo když hrál v záloze.
Na postu stopera zaskakoval v začátku podzimu Lukáš Hejda, neboť Tomáš Řepka byl disciplinárně potrestaný nejprve za vyloučení v zápase Superpoháru a následně za plivnutí na Ladislava Volešáka v zápase se Slováckem. Na levém kraji obrany v předkolech Ligy mistrů proti lotyšské Liepaje hrál Jan Krob, protože Manuel Pamič byl vyloučen v posledním zápase předchozího ročníku Evropské ligy proti Kodani. Krob nahradil Pamiče i v několika ligových zápasech, když jej trenér nechal odpočívat před utkáními kvalifikace Ligy mistrů.
Defenzivního záložníka hrál Niklas Hoheneder, střední záložníky Juraj Kucka a posila Marek Matějovský. Šanci na tomto postu dostal v předkole ligy mistrů proti lotyšskému šampionovi také Kamil Vacek, ale přivodil si dlouhodobé zranění. Na křídlech měli ofenzivní úkoly Libor Sionko (pravá strana) a Václav Kadlec (levá strana).
Po vyloučení Sionka a Matějovského v odvetě kvalifikace na Ligu mistrů v Poznani dostali šanci Jiří Jeslínek (pravý ofenzivní záložník) a nová posila Štěpán Vachoušek (tvořivý záložník). Oba se ale neprosadili a ze sestavy postupně vypadli.
Zlom nastal při prvním zápase Evropské ligy proti Palermu. Do sestavy byl z juniorky zapracován Jakub Podaný, který se do konce podzimu prosadil na post levého záložníka. Nejdříve o post ovšem bojoval s Václavem Kadlecem (když Sparta nastupovala v rozestavení 4-1-2-2-1 jako během jara 2010) a na konci podzimu potom s Martinem Zemanem, který se do sestavy vrátil po absenci způsobené nedisciplinovaností hráče a špatnou prací v tréninku.
Od ligového utkání s Libercem začala Sparta definitivně přecházet na rozestavení 4-4-2, v tomto zápase poprvé za Spartu skóroval kamerunský útočník Léonard Kweuke a Sparta začala sázet na dva hrotové útočníky původem z Afriky Wilfried - Kweuke. Díky čemuž ze sestavy vypadl útočník Václav Kadlec, který pak koncem podzimu již většinou jen střídal (popřípadě nastoupil na jednom z krajů zálohy).
Ze zálohy v průběhu podzimu vypadli Libor Sionko a Marek Matějovský. Matějovský kvůli zranění třísel, Sionko kvůli špatné formě. V záložní řadě hráli Kladrubský, Kucka a Vacek, přičemž Kladrubský či Vacek většinou na pravém kraji. Všichni tři navíc střídali defenzivní úkoly a ofenzivní. Niklas Hoheneder v průběhu podzimu ze sestavy vypadl zcela, vrátil se jen v několika zápasech coby střídající hráč.
| Blažek Kušnír Řepka Brabec Pamič Kucka Kladrubský Kweuke Vacek Podaný Wilfried |

## Návštěvnost Sparty
- Největší: 42 949 (odveta 2. kola Evropské ligy UEFA v Liverpoolu)
- Nejmenší: 2 900 (2. kolo Ondrášovka Cupu ve Voticích)

### Návštěvnost Sparty v lize
- Průměrná návštěvnost doma i venku: 7 774 (1. v lize)
- Průměrná návštěvnost doma: 8 664 (1. v lize)
  - Největší: 18 883 (proti Slavii)
  - Nejmenší: 5 150 (15. kolo proti Ústí)
- Průměrná návštěvnost venku: 6 883 (1. v lize)
  - Největší: 15 142 (9. kolo proti Slavii)
  - Nejmenší: 2 028 (29. kolo v Teplicích proti Ústí)

## Zápasy sezóny 2010–2011

### Přípravné zápasy

#### Léto
| Datum     | AC Sparta Praha | Soupeř                   | Výsledek | Branky Sparty                |
| 22.6.2010 | AC Sparta Praha | FC Wacker Innsbruck      | 3 - 0    | Wilfried 2x, Jeslínek z pen. |
| 23.6.2010 | AC Sparta Praha | Urawa Red Diamonds       | 0 - 1    |                              |
| 23.6.2010 | AC Sparta Praha | FK Dynamo Moskva         | 2 - 2    | Brabec, Žofčák               |
| 27.6.2010 | AC Sparta Praha | ND Gorica                | 3 - 5    | Lačný 2x, Kladrubský z pen.  |
| 29.6.2010 | AC Sparta Praha | ACF Gloria 1922 Bistriţa | 1 - 1    | Wilfried                     |

#### Zima
| Datum     | AC Sparta Praha | Soupeř                   | Výsledek        | Branky Sparty   |
| 20.1.2011 | AC Sparta Praha | Persepolis FC            | 2 - 3           | Třešňák, Kweuke |
|           | AC Sparta Praha | FK Zenit Sankt-Petěrburg | 0 - 3           |                 |
|           | AC Sparta Praha | FK Šachtar Doněck        | 1 - 2           | Kadlec          |
|           | AC Sparta Praha | Politechnika Temešvár    | 0 - 0           |                 |
|           | AC Sparta Praha | Zestafoni                | 5 - 0           |                 |
|           | AC Sparta Praha | FC Dněpr Dněpropetrovsk  | 2 - 2, 8-9 pen. |                 |
|           | AC Sparta Praha | FK Zenit Sankt-Petěrburg | 2 - 1           |                 |

### Gambrinus liga
| Poř. | Tým                | Z  | V  | R | P  | VG | OG | B  |
| ---- | ------------------ | -- | -- | - | -- | -- | -- | -- |
| 1.   | FC Viktoria Plzeň  | 30 | 21 | 6 | 3  | 70 | 28 | 69 |
| 2.   | AC Sparta Praha    | 30 | 22 | 2 | 6  | 54 | 21 | 68 |
| 3.   | FK Baumit Jablonec | 30 | 17 | 7 | 6  | 65 | 34 | 58 |
| 4.   | SK Sigma Olomouc   | 30 | 14 | 5 | 11 | 47 | 29 | 47 |
| 5.   | FK Mladá Boleslav  | 30 | 13 | 7 | 10 | 49 | 40 | 46 |

#### 1. kolo
| 17. července 2010 18:15          |       |                   |                                                                                 |
| FC Hradec Králové                | 2 - 1 | AC Sparta Praha   | Všesportovní stadion, Hradec Králové diváci: 6 000 (vyprodáno) rozhodčí: Franěk |
| Tomáš Rezek 16' Václav Pilař 60' |       | 55' Bony Wilfried | Všesportovní stadion, Hradec Králové diváci: 6 000 (vyprodáno) rozhodčí: Franěk |

#### 2. kolo
| 24. července 2010 18:00               |       |                 |                                                     |
| AC Sparta Praha                       | 2 - 1 | 1. FC Slovácko  | Generali Arena, Praha diváci: 7 101 rozhodčí: Bílek |
| Lukáš Třešňák 56' Václav Kadlec 90+1' |       | 62' Tomáš Košút | Generali Arena, Praha diváci: 7 101 rozhodčí: Bílek |

#### 3. kolo
| 31. července 2010 17:00    |       |                 |                                                                     |
| SK Dynamo České Budějovice | 1 - 0 | AC Sparta Praha | Střelecký ostrov, České Budějovice diváci: 5 650 rozhodčí: Královec |
| Marian Jarabica 62'        |       |                 | Střelecký ostrov, České Budějovice diváci: 5 650 rozhodčí: Královec |

#### 4. kolo
| 7. srpna 2010 17:00                                                   |       |                  |                                                         |
| AC Sparta Praha                                                       | 4 - 0 | FC Baník Ostrava | Generali Arena, Praha diváci: 14 050 rozhodčí: Kocourek |
| Bony Wilfried 14', 39' Jiří Kladrubský 48'(z pen.) Manuel Pamić 90+1' |       |                  | Generali Arena, Praha diváci: 14 050 rozhodčí: Kocourek |

#### 5. kolo
| 14. srpna 2010 17:00 |       |                   |                                                    |
| 1. FK Příbram        | 0 - 1 | AC Sparta Praha   | Na Litavce, Příbram diváci: 6 453 rozhodčí: Hrubeš |
|                      |       | 42' Bony Wilfried | Na Litavce, Příbram diváci: 6 453 rozhodčí: Hrubeš |

#### 6. kolo
| 21. srpna 2010 18:15 |       |                   |                                                      |
| AC Sparta Praha      | 0 - 1 | FC Viktoria Plzeň | Generali Arena, Praha diváci: 7 943 rozhodčí: Hrubeš |
|                      |       | 60' Petr Jiráček  | Generali Arena, Praha diváci: 7 943 rozhodčí: Hrubeš |

#### 7. kolo
| 30. srpna 2010 18:00 |       |                                                                                    |                                                                               |
| FC Zbrojovka Brno    | 0 - 5 | AC Sparta Praha                                                                    | Městský fotbalový stadion Srbská, Brno diváci: 5 284 rozhodčí: Dagmar Damková |
|                      |       | 1' Václav Kadlec 34' Manuel Pamić 35' Kamil Vacek 70' Juraj Kucka 75' Libor Sionko | Městský fotbalový stadion Srbská, Brno diváci: 5 284 rozhodčí: Dagmar Damková |

#### 8. kolo
| 11. září 2010 15:30 |       |                    |                                     |
| AC Sparta Praha     | 1 - 0 | FK Baumit Jablonec | Generali Arena, Praha diváci: 6 304 |
| Juraj Kucka 87'     |       |                    | Generali Arena, Praha diváci: 6 304 |

#### 9. kolo
| 20. září 2010 18:00 |       |                                     |                                                         |
| SK Slavia Praha     | 1 - 2 | AC Sparta Praha                     | Synot Tip Arena, Praha diváci: 15 142 rozhodčí: Zelinka |
| Petr Trapp 22'      |       | 64' Václav Kadlec 89' Bony Wilfried | Synot Tip Arena, Praha diváci: 15 142 rozhodčí: Zelinka |

#### 10. kolo
| 25. září 2010 17:50 |       |                   |                                                     |
| AC Sparta Praha     | 1 - 1 | FK Mladá Boleslav | Generali Arena, Praha diváci: 6 448 rozhodčí: Paták |
| Bony Wilfried 83'   |       | 41' Lukáš Opiela  | Generali Arena, Praha diváci: 6 448 rozhodčí: Paták |

#### 11. kolo
| 4. října 2010 18:00 |       |                         |                                                         |
| SK Sigma Olomouc    | 0 - 1 | AC Sparta Praha         | Andrův stadion, Olomouc diváci: 11 805 rozhodčí: Drábek |
|                     |       | 90'(z pen.) Juraj Kucka | Andrův stadion, Olomouc diváci: 11 805 rozhodčí: Drábek |

#### 12. kolo
| 16. října 2010 17:00 |       |                           |                                                        |
| AC Sparta Praha      | 0 - 2 | FK Teplice                | Generali Arena, Praha diváci: 6 942 rozhodčí: Královec |
|                      |       | 31', 66' Aidin Mahmutovič | Generali Arena, Praha diváci: 6 942 rozhodčí: Královec |

#### 13. kolo
| 23. října 2010 17:00 |       |                                      |                                                      |
| FC Slovan Liberec    | 1 - 2 | AC Sparta Praha                      | Stadion u Nisy, Liberec diváci: 5 350 rozhodčí: Jech |
| Jan Nezmar 40'       |       | 82' Léonard Kweuke 87' Bony Wilfried | Stadion u Nisy, Liberec diváci: 5 350 rozhodčí: Jech |

#### 14. kolo
| 30. října 2010 17:00 |       |                    |                                                        |
| FC Bohemians 1905    | 0 - 1 | AC Sparta Praha    | Synot Tip Arena, Praha diváci: 4 074 rozhodčí: Zelinka |
|                      |       | 56' Léonard Kweuke | Synot Tip Arena, Praha diváci: 4 074 rozhodčí: Zelinka |

#### 15. kolo
| 6. listopadu 2010 17:50                                                |       |                   |                                                      |
| AC Sparta Praha                                                        | 4 - 1 | FK Ústí nad Labem | Generali Arena, Praha diváci: 5 155 rozhodčí: Franěk |
| Manuel Pamić 3' Léonard Kweuke 53' Bony Wilfried 62' Václav Kadlec 89' |       | 79' Zdeněk Volek  | Generali Arena, Praha diváci: 5 155 rozhodčí: Franěk |

#### 16. kolo
| 13. listopadu 2010 17:00 |       |                                     | |
| 1. FC Slovácko           | 0 - 2 | AC Sparta Praha                     | Městský fotbalový stadion Miroslava Valenty, Uherské Hradiště diváci: 8 121 (vyprodáno) rozhodčí: Hrubeš |
|                          |       | 4' Bony Wilfried 31' Léonard Kweuke | Městský fotbalový stadion Miroslava Valenty, Uherské Hradiště diváci: 8 121 (vyprodáno) rozhodčí: Hrubeš |

#### 17. kolo
| 21. listopadu 2010 16:00             |       |                            |                                                       |
| AC Sparta Praha                      | 2 - 0 | SK Dynamo České Budějovice | Generali Arena, Praha diváci: 8 253 rozhodčí: Matějek |
| Léonard Kweuke 18' Bony Wilfried 57' |       |                            | Generali Arena, Praha diváci: 8 253 rozhodčí: Matějek |

#### 18. kolo
| 28. února 2011   |       |                         |                                                |
| FC Baník Ostrava | 0 - 2 | AC Sparta Praha         | Bazaly, Ostrava diváci: 8 133 rozhodčí: Drábek |
|                  |       | 21', 89' Léonard Kweuke | Bazaly, Ostrava diváci: 8 133 rozhodčí: Drábek |

#### 19. kolo
| 6. března 2011 17:00 |       |               |                                                     |
| AC Sparta Praha      | 1 - 0 | 1. FK Příbram | Generali Arena, Praha diváci: 9 882 rozhodčí: Bílek |
| Martin Zeman 57'     |       |               | Generali Arena, Praha diváci: 9 882 rozhodčí: Bílek |

#### 20. kolo
| 12. března 2011   |       |                 |                                                      |
| FC Viktoria Plzeň | 1 - 0 | AC Sparta Praha | Stadion města Plzně, Plzeň diváci: 7 500 (vyprodáno) |
| Pavel Horváth 15' |       |                 | Stadion města Plzně, Plzeň diváci: 7 500 (vyprodáno) |

#### 21. kolo
| 19. března 2011       |       |                   |                                     |
| AC Sparta Praha       | 2 - 0 | FC Zbrojovka Brno | Generali Arena, Praha diváci: 7 203 |
| Tomáš Pekhart 5', 35' |       |                   | Generali Arena, Praha diváci: 7 203 |

#### 22. kolo
| 3. dubna 2011         |       |                  |                                                                 |
| FK Baumit Jablonec    | 2 - 1 | AC Sparta Praha  | Chance Arena, Jablonec nad Nisou diváci: 6 056 rozhodčí: Hrubeš |
| Jan Vošahlík 11', 66' |       | 14' Jakub Podaný | Chance Arena, Jablonec nad Nisou diváci: 6 056 rozhodčí: Hrubeš |

#### 23. kolo
| 11. dubna 2011 20:00    |       |                 |                                                         |
| AC Sparta Praha         | 2 - 0 | SK Slavia Praha | Generali Arena, Praha diváci: 18 873 rozhodčí: Královec |
| Léonard Kweuke 10', 12' |       |                 | Generali Arena, Praha diváci: 18 873 rozhodčí: Královec |

#### 24. kolo
| 17. dubna 2011 17:00 |       |                                     |                                                                           |
| FK Mladá Boleslav    | 1 - 2 | AC Sparta Praha                     | Městský stadion, Mladá Boleslav diváci: 5 000 (vyprodáno) rozhodčí: Mikel |
| Jan Chramosta 63'    |       | 36' Léonard Kweuke 65' Libor Sionko | Městský stadion, Mladá Boleslav diváci: 5 000 (vyprodáno) rozhodčí: Mikel |

#### 25. kolo
| 23. dubna 2011 20:15                       |       |                  |                                                     |
| AC Sparta Praha                            | 2 - 0 | SK Sigma Olomouc | Generali Arena, Praha diváci: 9 491 rozhodčí: Bílek |
| Léonard Kweuke 59' Kamil Vacek 90'(z pen.) |       |                  | Generali Arena, Praha diváci: 9 491 rozhodčí: Bílek |

#### 26. kolo
| 2. května 2011 19:00                 |       |                                            |                                                       |
| FK Teplice                           | 2 - 2 | AC Sparta Praha                            | Na Stínadlech, Teplice diváci: 6 024 rozhodčí: Drábek |
| Aldin Čajič 33' Aidin Mahmutovič 62' |       | 67'(z pen.) Tomáš Pekhart 86' Andrej Kerič | Na Stínadlech, Teplice diváci: 6 024 rozhodčí: Drábek |

#### 27. kolo
| 7. května 2011                                                   |       |                                       |                                                      |
| AC Sparta Praha                                                  | 3 - 2 | FC Slovan Liberec                     | Generali Arena, Praha diváci: 5 715 rozhodčí: Franěk |
| Radek Dejmek 4'(vlastní gól) Léonard Kweuke 38' Andrej Kerič 58' |       | 52' Vojtěch Hadaščok 64' Radek Dejmek | Generali Arena, Praha diváci: 5 715 rozhodčí: Franěk |

#### 28. kolo
| 14. května 2011               |       |                |                       |
| AC Sparta Praha               | 2 - 0 | Bohemians 1905 | Generali Arena, Praha |
| Tomáš Pekhart, Léonard Kweuke |       |                | Generali Arena, Praha |

#### 29. kolo
| 22. května 2011   |       |                 |                        |
| FK Ústí nad Labem | 1 - 3 | AC Sparta Praha | Na Stínadlech, Teplice |
|                   |       |                 | Na Stínadlech, Teplice |

#### 30. kolo
| 28. května 2011 |       |                   |                       |
| AC Sparta Praha | 3 - 1 | FC Hradec Králové | Generali Arena, Praha |
|                 |       |                   | Generali Arena, Praha |

### Ondrášovka Cup

#### 2. kolo
| 4. září 2010 14:30 |       |                  |                                                                  |
| SK Marila Votice   | 0 - 1 | AC Sparta Praha  | Městský stadion Votice, Votice diváci: 2 900 rozhodčí: Makovička |
|                    |       | 25' Libor Sionko | Městský stadion Votice, Votice diváci: 2 900 rozhodčí: Makovička |

#### 3. kolo
| 9. října 2010 14:00 |       |                      |                                                                   |
| FK Baník Sokolov    | 1 - 1 | AC Sparta Praha      | Fotbalový stadion Sokolov, Sokolov diváci: 5 839 rozhodčí: Hrubeš |
| Duchnič 9'          |       | 14' Štěpán Vachoušek | Fotbalový stadion Sokolov, Sokolov diváci: 5 839 rozhodčí: Hrubeš |

|  |       | Penaltový rozstřel                    |  |
|  | 4 – 1 | Erich Brabec Manuel Pamić Kamil Vacek |  |

### Liga mistrů UEFA

#### 2. předkolo
| 13. července 2010 18:00 |       |                                          |                                                                |
| FK Liepājas Metalurgs   | 0 - 3 | AC Sparta Praha                          | Daugavas stadions, Liepāja diváci: 3 330 rozhodčí: Rene Eisner |
|                         |       | 37' Václav Kadlec 51', 58' Bony Wilfried | Daugavas stadions, Liepāja diváci: 3 330 rozhodčí: Rene Eisner |

| 21. července 2010 20:00               |       |                       |                                                         |
| AC Sparta Praha                       | 2 - 0 | FK Liepājas Metalurgs | Generali Arena, Praha diváci: 8 025 rozhodčí: Strahonja |
| Marek Matějovský 12' Martin Zeman 43' |       |                       | Generali Arena, Praha diváci: 8 025 rozhodčí: Strahonja |

#### 3. předkolo
| 27. července 2010 20:30 |       |                 |                                                                  |
| AC Sparta Praha         | 1 - 0 | KKS Lech Poznań | Generali Arena, Praha diváci: 14 588 rozhodčí: Paolo Tagliavento |
| Erich Brabec 76'        |       |                 | Generali Arena, Praha diváci: 14 588 rozhodčí: Paolo Tagliavento |

| 4. srpna 2010 20:00 |       |                             |                                                                      |
| KKS Lech Poznań     | 0 - 1 | AC Sparta Praha             | Stadion Miejski, Poznaň diváci: 14 000 (vyprodáno) rozhodčí: Fautrel |
|                     |       | 50'(z pen.) Jiří Kladrubský | Stadion Miejski, Poznaň diváci: 14 000 (vyprodáno) rozhodčí: Fautrel |

#### 4. předkolo (play-off)
| 17. srpna 2010 20:45 |       |                                     |                                                         |
| AC Sparta Praha      | 0 - 2 | MŠK Žilina                          | Generali Arena, Praha diváci: 18 873 rozhodčí: Atkinson |
|                      |       | 51' Momodou Ceesay 72' Tomáš Oravec | Generali Arena, Praha diváci: 18 873 rozhodčí: Atkinson |

| 25. srpna 2010 20:45 |       |                 |                                                                 |
| MŠK Žilina           | 1 - 0 | AC Sparta Praha | Štadión MŠK Žilina, Žilina diváci: 10 892 rozhodčí: Benquerenca |
| Momodou Ceesay 18'   |       |                 | Štadión MŠK Žilina, Žilina diváci: 10 892 rozhodčí: Benquerenca |

### Evropská liga UEFA

#### Základní skupina
| Tým                 | Z | V | R | P | GV | GO | B  |  |
| PFC CSKA Moskva     | 6 | 5 | 1 | 0 | 18 | 3  | 16 |  |
| AC Sparta Praha     | 6 | 2 | 3 | 1 | 12 | 12 | 9  |  |
| US Città di Palermo | 6 | 2 | 1 | 3 | 7  | 11 | 7  |  |
| FC Lausanne Sports  | 6 | 0 | 1 | 5 | 5  | 16 | 1  |  |

| 16. září 2010 19:00                                     |       |                                          |                                                      |
| AC Sparta Praha                                         | 3 - 2 | US Città di Palermo                      | Generali Arena, Praha diváci: 13 766 rozhodčí: Kakos |
| Bony Wilfried 17' Jiří Kladrubský 68' Václav Kadlec 75' |       | 39' Massimo Maccarone 83' Abel Hernandez | Generali Arena, Praha diváci: 13 766 rozhodčí: Kakos |

| 30. září 2010 19:00                                |       |                 |                                                        |
| PFC CSKA Moskva                                    | 3 - 0 | AC Sparta Praha | Aréna Chimki, Moskva diváci: 15 000 rozhodčí: Skjerven |
| Seydou Doumbia 73', 86' Mark Gonzales 83' (z pen.) |       |                 | Aréna Chimki, Moskva diváci: 15 000 rozhodčí: Skjerven |

| 21. října 2010 21:05                   |       |                                                  |                                                       |
| AC Sparta Praha                        | 3 - 3 | FC Lausanne-Sport                                | Generali Arena, Praha diváci: 12 430 rozhodčí: Asumaa |
| Bony Wilfried 10', 24' Juraj Kucka 20' |       | 6' Sébastien Meoli 75' Martin Steuble 90' Silvio | Generali Arena, Praha diváci: 12 430 rozhodčí: Asumaa |

| 4. listopadu 2010 19:00 |       |                                           |                                                            |
| FC Lausanne-Sport       | 1 - 3 | AC Sparta Praha                           | Stade Olympique, Lausanne diváci: 8 000 rozhodčí: Kulbakov |
| Guillaume Katz 6'       |       | 45', 90' Bony Wilfried 75' Léonard Kweuke | Stade Olympique, Lausanne diváci: 8 000 rozhodčí: Kulbakov |

| 2. prosince 2010 21:05                |       |                                             |                                                   |
| US Città di Palermo                   | 2 - 2 | AC Sparta Praha                             | Stadio Renzo Barbera, Palermo rozhodčí: Strahonja |
| Nicola Rigoni 23' Maurico Pinilla 59' |       | 51'(z pen.) Jiří Kladrubský 63' Juraj Kucka | Stadio Renzo Barbera, Palermo rozhodčí: Strahonja |

| 15. prosince 2010 19:00 |       |                   |                                                           |
| AC Sparta Praha         | 1 - 1 | PFC CSKA Moskva   | Generali Arena, Praha diváci: 12 707 rozhodčí: Ingvarsson |
| Václav Kadlec 44'       |       | 15' Alan Dzagojev | Generali Arena, Praha diváci: 12 707 rozhodčí: Ingvarsson |

#### 2. kolo
| 17. února 2011 21:05 |       |              |                                                      |
| AC Sparta Praha      | 0 - 0 | Liverpool FC | Generali Arena, Praha diváci: 17 569 rozhodčí: Meyer |
|                      |       |              | Generali Arena, Praha diváci: 17 569 rozhodčí: Meyer |

| 24. února 2011 19:00 |       |                 |                                                         |
| Liverpool FC         | 1 - 0 | AC Sparta Praha | Anfield Road, Liverpool diváci: 42 949 rozhodčí: Maržič |
| 86' Dirk Kuijt       |       |                 | Anfield Road, Liverpool diváci: 42 949 rozhodčí: Maržič |

### Superpohár
Více informací v článku Český Superpohár 2010
| 8. července 2010 18:00 |       |                   |                                                       |
| AC Sparta Praha        | 1 - 0 | FC Viktoria Plzeň | Generali Arena, Praha diváci: 3 401 rozhodčí: Kovařík |
| Libor Sionko 78'       |       |                   | Generali Arena, Praha diváci: 3 401 rozhodčí: Kovařík |